# عشاق (فیلم ۱۹۴۶)
عشاق (ایتالیایی: Amanti in fuga) فیلمی ایتالیایی در سبک تاریخی و ملودرام به کارگردانی جاکومو جنتیلومو محصول سال ۱۹۴۶ است. این فیلم به جشنواره فیلم کن ۱۹۴۶ راه یافت.